# Kurrartapu johnnguyeni
Kurrartapu johnnguyeni — викопний вид горобцеподібних птахів родини ланграйнових (Artamidae), що існував у ранньому міоцені в Австралії.

## Скам'янілості
Проксимальну частину тарсометатарсуса знайдено у відкладеннях формації Ріверслей на північному заході Квінсленду. На основі решток у 2013 році описано нові вид та рід Kurrartapu johnnguyeni. Назва Kurrartapu походить з мови аборигенів калкатунгу, які використовують термін для позначення сорочиці великої. Видова назва K. johnnguyeni дана начесть джона Нгуєна, батька одного з авторів опису таксона. За оцінками, птах сягав розмірів сучасної сорочиці сірої.